# Ijok
Ijok é uma cidade do estado malaio de Selangor.
A população é constituida por malaios, chineses e indianos.
Ijok forma um círculo eleitoral, a que dá nome, juntamente com  Batang Berjuntai e a nova Saujana Utama, o qual elege um deputado para a Assembleia do Estado de Selangor.